# Dürre Aurach
Dürre Aurach är ett vattendrag i Österrike.   Det ligger i förbundslandet Oberösterreich, i den centrala delen av landet, 200 km väster om huvudstaden Wien.
Omgivningarna runt Dürre Aurach är en mosaik av jordbruksmark och naturlig växtlighet. Runt Dürre Aurach är det ganska tätbefolkat, med 70 invånare per kvadratkilometer.